# L'Évadé d'Alcatraz (film, 1979)
Pour les articles homonymes, voir L'Évadé d'Alcatraz.
 (avril 2023).
Si vous disposez d'ouvrages ou d'articles de référence ou si vous connaissez des sites web de qualité traitant du thème abordé ici, merci de compléter l'article en donnant les références utiles à sa vérifiabilité et en les liant à la section « Notes et références ».
Pour plus de détails, voir Fiche technique et Distribution.
L’Évadé d’Alcatraz (Escape from Alcatraz) est un film américain réalisé par Don Siegel et sorti en 1979. 
Écrit par Richard Tuggle, le scénario est une adaptation du livre du même nom de J. Campbell Bruce publié en 1963. Il raconte l'évasion de trois détenus de la prison fédérale de haute sécurité d'Alcatraz située dans la baie de San Francisco, qui s'est déroulée dans la nuit du 11 juin 1962.
Le film débute en 1960, après s'être évadé de plusieurs prisons, alors que Frank Morris est transféré dans une prison de haute sécurité sur l'île d'Alcatraz. Prêt à tout pour s'échapper à nouveau, il planifie minutieusement son évasion, avec l'aide de plusieurs codétenus, pendant plus de deux ans.
Clint Eastwood interprète le rôle de Frank Morris, Fred Ward celui de John Anglin et Jack Thibeau le rôle de Clarence Anglin.

## Synopsis
Au début de l'année 1960, Frank Morris (Clint Eastwood), un criminel avec un QI exceptionnel qui s’est déjà enfui de plusieurs autres établissements pénitentiaires, arrive à la prison de haute sécurité sur l’île d'Alcatraz dans la baie de San Francisco en Californie. Peu de temps après son arrivée, il est convoqué dans le bureau du directeur (Patrick McGoohan), qui l’informe qu’Alcatraz est unique dans le système carcéral américain pour son niveau de sécurité extrêmement élevé et qu’aucun détenu ne s’en est jamais échappé avec succès. Au cours de la conversation, le directeur ne remarque pas que Morris vole l’un des coupe-ongles sur le bureau.
Au cours des jours suivants, Morris fait connaissance avec quelques détenus, notamment Litmus (Frank Ronzio), qui aime les desserts, English (Paul Benjamin), un détenu noir purgeant deux peines de prison à perpétuité pour avoir tué deux hommes blancs en légitime défense, et le vieux Doc (Roberts Blossom), qui peint des portraits et cultive des chrysanthèmes à Alcatraz. Morris se fait également un ennemi, un violeur surnommé Wolf (Bruce M. Fischer), qui tente de le harceler dans les douches et l’attaque plus tard dans la cour de la prison avec un couteau. À la suite de cette altercation, les deux hommes sont emprisonnés à l’isolement dans un autre quartier de la prison. Morris est ensuite libéré et rejoint sa cellule tandis que Wolf reste à l'isolement. 
Lorsque le directeur de la prison découvre que Doc a peint une caricature de lui, ainsi que d’autres gardiens de l'île, il supprime définitivement les privilèges de peinture pour Doc. En réponse, Doc, très déprimé par cette interdiction, se coupe les doigts avec une hachette dans l’atelier de la prison et est écarté. 
Plus tard, Frank Morris rencontre les frères braqueurs de banque John et Clarence Anglin (Fred Ward et Jack Thibeau), qui sont ses anciens amis rencontrés dans une autre prison, et il fait la connaissance du prisonnier Charley Butts (Larry Hankin) qui est son voisin de cellule. Morris remarque que le béton autour de la grille dans sa cellule est de mauvaise qualité et peut être ébréché, ce qui fait naître en lui un plan d’évasion qu'il partage avec les deux frères et Butts. Au cours des mois suivants, les quatre prisonniers creusent chacun à travers les murs de leurs cellules avec des cuillères (volées au réfectoire et qui ont été soudées en pelles de fortune), afin de pouvoir rejoindre le couloir de service situé derrière leur cellule et ainsi monter sur le toit de la prison, fabriquent des mannequins en papier mâché pour agir comme des leurres et construisent un radeau en imperméables et des gilets de sauvetage.
Plus tard, pendant l’heure du repas, Morris place un chrysanthème à la table en l’honneur de Doc, mais le directeur s’arrête et l’écrase, provoquant une colère et une crise cardiaque à Litmus. Plus tard, le directeur demande une fouille de la cellule de Morris mais ne trouve rien d’inhabituel. Cependant, il ordonne que Morris soit relogé dans une autre cellule dès que possible. Wolf sera plus tard libéré de son isolement cellulaire, après y avoir passé 6 mois, mais alors qu'il se prépare à attaquer Morris à nouveau dans la cour de la prison, il est intercepté par English. 
Ce soir-là, le 11 juin 1962, les détenus décident de partir. Morris, les frères Anglin et Butts prévoient de se retrouver dans le passage derrière leur cellule et de s’échapper. Butts perd son sang-froid et ne parvient pas à sortir. Plus tard, malgré le fait qu'il ait changé d’avis, il est trop tard pour rejoindre ses camarades, et il retourne dans sa cellule.
Portant l’équipement de flottaison, Morris et les Anglin accèdent au toit et réussissent à ne pas être repérés par les projecteurs. De là, ils se précipitent sur le côté du bâtiment dans la cour de la prison, grimpent par-dessus une clôture de barbelés et se rendent sur le rivage de l’île, où ils gonflent le radeau. Les trois hommes partent d’Alcatraz, partiellement immergés dans l’eau, s’accrochant au radeau et utilisant leurs jambes comme force propulsive principale.
Le lendemain matin, l’évasion est découverte et une chasse à l’homme massive s’ensuit. Des lambeaux d’imperméable, y compris des effets personnels des hommes, flottent dans la baie. En fouillant sur Angel Island, le directeur d'Alcatraz insiste obstinément sur le fait que les effets personnels des hommes étaient importants pour eux et que s'ils ont été retrouvés dans l'eau, c'est que les trois détenus se sont noyés. Cependant, un policier a des doutes, suggérant que les condamnés ont pu se débarrasser de leurs effets personnels dans l'eau pour faire croire qu’ils se sont noyés. Le directeur est informé par son assistant qu’il a été sommé de se rendre à Washington pour affronter ses supérieurs, avec la perspective d’être forcé d’accepter une retraite anticipée pour n’avoir pas empêché l’évasion. Sur un rocher, le directeur trouve un chrysanthème et son assistant lui dit ne pas savoir si ces fleurs poussent sur Angel Island. 
Le film se termine par un texte précisant que ni les fugitifs ni leurs corps n'ont été retrouvés par les autorités, et qu’Alcatraz a été fermé moins d’un an plus tard. 

## Fiche technique
- Titre original : Escape from Alcatraz
- Titre français : L’Évadé d’Alcatraz
- Réalisation : Don Siegel, avec la participation non créditée de Clint Eastwood pour la fin du film[réf. nécessaire]
- Scénario : Richard Tuggle, d'après le livre-documentaire Escape from Alcatraz de J. Campbell Bruce paru en 1963 et librement inspiré de l'évasion d'Alcatraz de 1962
- Musique : Jerry Fielding
- Direction artistique : Allen E. Smith
- Décors : Edward J. McDonald
- Costumes : Glenn Wright (en)
- Photographie : Bruce Surtees
- Son : Bub Asman, Alan Robert Murray
- Montage : Ferris Webster
- Production : Don Siegel
  - Producteur exécutif : Robert Daley
  - Producteur associé : Fritz Manes
- Sociétés de production : Paramount Pictures, Malpaso Company et Siegel film
- Société de distribution : Paramount Pictures
- Budget : 8 000 000 $
- Pays de production :  États-Unis
- Langue originale : anglais
- Genre : thriller, action
- Durée : 112 minutes
- Dates de sortie[1] :
  - États-Unis et Canada : 22 juin 1979
  - France : 31 octobre 1979
- Affiche : Bill Gold (États-Unis)

## Distribution
- Clint Eastwood (VF : Jean Lagache) : Frank Lee Morris
- Patrick McGoohan (VF : Jacques Thébault) : Warden Arthur Dollison, le directeur de la prison d'Alcatraz
- Roberts Blossom (VF : Jean Topart) : Chester « Doc » Dalton, le prisonnier peintre
- Jack Thibeau (VF : Marc de Georgi) : Clarence Anglin
- Fred Ward (VF : Serge Sauvion) : John Anglin
- Paul Benjamin (VF : Med Hondo) : English, le prisonnier-bibliothécaire
- Larry Hankin (VF : Maurice Sarfati) : Charley Butts, qui personnifie le prisonnier Allen West
- Bruce M. Fischer (VF : Jacques Marin) : Wolf, le prisonnier violent
- Frank Ronzio (VF : Philippe Dumat) : Litmus, le prisonnier avec la souris
- Fred Stuthman (VF : Georges Atlas) : Johnson, le vieux garde
- David Cryer (VF : Jacques Deschamps) : Wagner, le garde au détecteur de métal
- Madison Arnold : Zimmerman, le garde à l'atelier de menuiserie
- Blair Burrows : le garde blessé lors de la bagarre entre Morris et Wolf
- Bob Balhatchet (VF : Francis Lax) : le médecin qui examine Morris
- Matthew Locricchio : un garde lors de l'examen médical
- Don Michaelian : Beck
- Ray K. Goman (VF : Albert Augier) : le capitaine du bloc fouillant la cellule de Morris
- Jason Ronard : Bobs
- Ed Vasgersian : Cranston
- Ron Vernan : Stone
- Regina Baff (VF : Sylvie Feit) : Lucy, la femme de Butts
- Hank Brandt : le directeur adjoint de Warden
- Candace Bowen (VF : Maïk Darah) : la fille d'English
- Joe Miksak : le sergent de police à Angel Island
- Stephen Bradley : un garde lors de l'examen médical
- Garry Goodrow : Weston
- Ross Reynolds : le pilote d'hélicoptère
- Al Dunlap (VF : Henry Djanik) : le garde surveillant les écoutes téléphoniques des visites
- Danny Glover : le detenu qui demande à Morris où est passé English

## Production

### Genèse et développement
En 1963, J. Campbell Bruce écrit un essai intitulé Escape From Alcatraz : A Farewell To The Rock, une histoire sur le pénitencier et les multiples tentatives d'évasion qu'il avait engendrées. En 1978, Richard Tuggle, rédacteur en chef d'un magazine de santé qui caresse l'ambition de devenir scénariste, se fascine par l'évasion de Frank Morris survenue en 1962. Il contacte alors l'auteur du livre et négocie avec lui une réservation des droits d'adaptation cinématographique. Tuggle commence à écrire un script en se basant sur les faits décrits par Bruce.
Ayant beaucoup aimé le film Les Révoltés de la cellule 11, Richard Tuggle transmet le scénario à Don Siegel par le biais de l'agent de ce dernier, Léonard Hirschan.

### Attribution des rôles
Après avoir reçu le script, Don Siegel pense immédiatement à Clint Eastwood pour incarner Frank Morris, le meneur des évadés. L'acteur accepte mais pose un ultimatum : il exige que le film soit une production Malpaso tandis que Don Siegel souhaite que ce soit un « Film Siegel ». Le réalisateur double alors l'acteur en achetant lui-même les droits pour la somme de 100 000 $. Pour éviter une brouille avec sa star, Siegel présente le projet aux studios Paramount et non à ceux de Warner Bros qui était jusque-là son hôte naturel. Après de difficiles négociations et des tentatives de recrutements d'autres stars pour le rôle sans succès, Michael Eisner, à l'époque co-responsable des productions de Paramount, persuade Don Siegel de céder le projet à Clint Eastwood. Les deux hommes trouvent un compromis : le film serait une coproduction Malpaso Company / Siegel Film.
Patrick McGoohan, connu pour ses rôles dans les séries Destination Danger et Le Prisonnier, est choisi pour le rôle du directeur du pénitencier qui s'avère être de type « lieutenant-commandant Queeg ». Fred Ward et Jack Thibeau sont, quant à eux, engagés pour incarner les frères John et Clarence Anglin qui participent à l'évasion. Le rôle a été refusé par Richard Widmark que Don Siegel avait dirigé onze ans plus tôt dans Police sur la ville. 
D'autres acteurs débutant au grand écran sont engagés pour de petites figurations comme Danny Glover et Carl Lumbly.

### Tournage
Le tournage a lieu à l'automne 1978 afin d'éviter au maximum les visites de la prison qui restaient autorisées. En effet Alcatraz était devenu, en 1972, un parc national et une attraction touristique populaire. De ce fait, l'équipe doit se plier aux règles imposées par le Department of Parks and Recreation Commission et donc filmer ses scènes avec quelques visites. Paramount investit 500 000 $ pour faire rénover certaines cellules, restées inoccupées pendant des années.
Certains décors intérieurs sont reproduits et les scènes les concernant sont filmées en studio. La séquence de l'évasion est assurée par les acteurs eux-mêmes sans aucune doublure cascade.

### Post-production
Alors qu'il se chargeait toujours du montage de ses films, Don Siegel quitte, à l'inverse, le film au début de la post-production, soi-disant parce qu'il est en retard pour réaliser son prochain film. Clint Eastwood supervise donc lui-même le montage de L'Évadé d'Alcatraz qui dure finalement presque deux heures, le plus long film de Siegel dans lequel l'acteur joue. 

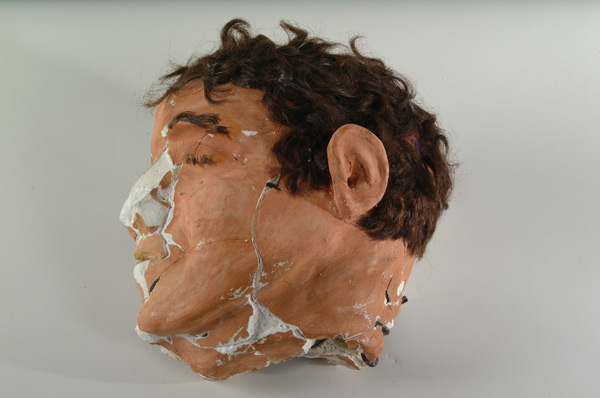
Fausse tête retrouvée après l'évasion

À l'origine, le film devait se terminer sur la scène où le gardien tente de réveiller Morris puis donne l'alerte en découvrant le mannequin en papier mâché à l'effigie de ce dernier. Mais Clint Eastwood juge que cette fin est trop pessimiste, l'acteur n'appréciant pas que ses personnages meurent. Il s'entretient avec l'expert sportif Jack LaLanne qui lui affirme que personne ne peut parvenir à nager dans des eaux glacées sans entraînement. Eastwood prend finalement la décision de rajouter une dernière scène plus optimiste : en recherchant les prisonniers, le directeur retrouve une fleur de chrysanthème au bord de la rive opposée à l'île d'Alcatraz, ce qui suggérerait que les trois évadés ont survécu.

### Musique
Clint Eastwood renouvelle sa collaboration avec le compositeur Jerry Fielding. Contrairement aux précédents films de Malpaso, Fielding n'impose pas de thème à base de jazz, ceux-ci ne pouvant pas coller à un aspect carcéral.
Liste des titres
1. Main Title (4:25)
2. Welcome to Alcatraz (1:45)
3. Solitary and Home again (3:12)
4. Carpenter Shop (1:55)
5. Cockroach (0:48)
6. Welding in the Cell / Digging the Grill (3:36)
7. Wedge and 1st Montage (3:39)
8. Utility Corridor (5:12)
9. Trial Run (1:29)
10. Nosey Cop (1:59)
11. The Pipe (1:25)
12. Bye Boy (film version) (0:26)
13. Wedge and 1st Montage (1:58)
14. Beginning of Escape (2:17)
15. To the Finish Line (7:41)
16. End Credits (film version) (2:58)

Titres supplémentaires
1. Welcome to Alcatraz (unused) (6:39)
2. Bye Boy (original version) (0:27)
3. End Credits (original version) (4:02)

## Sortie et accueil

### Accueil critique
Si les critiques se focalisent essentiellement sur le génie de Don Siegel, Clint Eastwood est remarquable en tant qu'acteur. Beaucoup de critiques commentent particulièrement la séquence où Eastwood, âgé de 49 ans, est déshabillé pour la fouille puis filmé tout nu lorsqu'il est conduit jusqu'à sa cellule.

### Box-office
Dès son premier week-end d'exploitation, le film rapporte 5,3 millions de dollars pour en atteindre finalement 43 millions au fil des semaines aux États-Unis, remboursant largement son budget initial de 8 millions de dollars. 

## Autour du film
- Clint Eastwood a déjà eu l'occasion de jouer sur l'île d'Alcatraz dans le film L'inspecteur ne renonce jamais en 1976.
- Au début du film, le directeur de la prison, cite deux de ses prédécesseurs Johnston et Blackwell. Il s'agit de James A. Johnston (en) (premier directeur d'Alcatraz de 1934 à 1948) et Olin G. Blackwell (en) (dernier directeur d'Alcatraz de 1961 à 1963). En réalité, il s'agit d'une erreur puisqu'en janvier 1960, au moment où Frank Morris est arrivé à Alcatraz, Blackwell n'était pas encore directeur, mais directeur adjoint (d'avril 1959 jusqu'à la fin de l'année 1961), sous les ordres de Paul J. Madigan (en), avant de lui succéder jusqu'à la fermeture définitive d'Alcatraz, le 21 mars 1963.
- Dans le film, le directeur de la prison, interprété par Patrick McGoohan, s'appelle Warden Arthur Dollison (seulement crédité Warden au générique de fin) bien que son nom ne soit jamais cité dans le film. Il s'agit d'une référence à Arthur M. Dollison (en), un administateur pénitentiaire ayant travaillé durant huit ans à Alcatraz de 1954 à 1962. Dans la réalité, contrairement au film, Dollison fut promu directeur adjoint fin 1961 jusqu'en décembre 1962 sous les ordres de Olin G. Blackwell (en). C'est durant son mandat que Frank Morris et les frères Anglin s'évadèrent d'Alcatraz, dans la nuit du 11 juin 1962. Lors de l'évasion, Dollison assurait l'intérim en tant que directeur pendant que Blackwell était parti en vacances au lac Berryessa, dans le comté de Napa en Californie. En décembre 1962, Dollison fut transféré dans une prison fédérale au Texas et a pris sa retraite trois ans plus tard.
- Ironiquement, McGoohan, qui interprète le rôle du directeur de la prison, est l'acteur emblématique de la célèbre série culte Le Prisonnier, où il interprétait le rôle du Numéro 6, un prisonnier qui cherchait à s'évader. Les deux réalisations représentent d'ailleurs le même bras de fer, entre le directeur de la prison dans ce film et le Numéro 2 de la série télévisée, contre leur prisonnier.
- En 2009, sur l'île d'Alcatraz, se trouve encore un avis de recherche des trois hommes avec leur portrait artificiellement vieilli.
- Dans le film, le criminel Allen West est étrangement renommé Charley Butts. Par ailleurs, Butts ne parvient pas à rejoindre Morris et les frères Anglin car le conduit d'aération se trouve trop haut pour parvenir à y monter seul. En réalité, West était retenu dans sa cellule puis a tenté de rattraper les trois autres vers deux heures du matin. Il n'y a pas réussi, car il faisait trop noir à cette heure-ci. De ce fait, il a rebroussé chemin puis regagné sa cellule.
- L’incident au cours duquel Doc se coupe plusieurs doigts avec une hachette est basé sur un incident réel qui a eu lieu à Alcatraz en 1937. Le détenu Rufe Persful (1906-1991), furieux de ce qui était alors une politique de silence strict, se serait coupé quatre doigts avec une hachette pour essayer de se faire transférer ailleurs.